# Westeuropaliga 2019/2020 (Springreiten)
Die Westeuropaliga des Springreitweltcup 2019/2020 (Longines FEI Jumping World Cup 2019–2020, Western European League) war die 42. Saison der west- und mitteleuropäischen Liga des Springreitweltcups. Der Weltcup gilt im Bereich der Westeuropaliga als wichtigste Turnierserie in der Hallensaison.

## Ablauf der Turnierserie
Veränderungen zur Vorsaison gab es nur in kleinem Rahmen: Die Weltcupturniere in Lyon und Verona tauschten nach einem Jahr wieder ihre Termine, so dass die gewohnte Reihenfolge wiederhergestellt wurde. Göteborg, Finalturnier der letzten Saison, war wieder als normales Wertungsturnier Teil der Westeuropaliga. Damit verschob sich das Ende der Saison der Westeuropaliga wieder leicht nach hinten, sie begann Mitte Oktober 2019 und endete am 23. Februar 2020.
Da das Weltcupfinale 2020 in Nordamerika stattfindet, erhöhte sich die Anzahl der Etappen Westeuropaliga in der 2019/2020 auf 14. Der Titelsponsor der Turnierserie war weiterhin der Schweizer Uhrenhersteller Longines. Alle Turniere der Liga waren als CSI 5*, der höchsten Kategorie im Springreiten, ausgeschrieben. Sie wurden mit dem Zusatz -W (also CSI 5*-W) gekennzeichnet, um sie als Weltcupturniere kenntlich zu machen. Die besten 18 Reiter der Westeuropaliga sowie Zusatzteilnehmer („extra competitors“) hätten sich für das Weltcupfinale 2020 qualifiziert.
Die Wertungsprüfung eines Weltcupturniers der Westeuropaliga wurde üblicherweise am Sonntagnachmittag ausgerichtet. Hiervon wichen drei Turniere ab: In Bordeaux und London wurden die Weltcupspringen bereits am Samstag durchgeführt, in Mechelen findet dieses unabhängig vom Wochentag alljährlich am Nachmittag des 30. Dezember statt.
Ausgeschrieben waren die Weltcupspringen als Springprüfung mit einmaligem Stechen. Die Höhe der Hindernisse betrug bis zu 1,60 Meter bzw. bis zu 1,65 Meter. Ein Preisgeld von mindestens 100.000 € je Wertungsprüfung war auszuschütten.

## Die Prüfungen

### Oslo
Schon an einem der ersten Wochenenden der Hallensaison in Europa stand die erste Etappe der Westeuropaliga an. Diese fand im Rahmen der Oslo Horse Show statt. Das Reitturnier wurde vom 16. bis 20. Oktober 2019 in der Telenor-Arena in Oslo ausgetragen.
Die erlaubte Zeit des Normalumlaufs hatte Parcoursbauer Elio Travagliati mit 78 Sekunden recht knapp bemessen. Als Folge hiervon verpassten fünf Paare nur aufgrund eines Zeitfehlers den Einzug in das Stechen. 12 weitere Reiter waren mit ihren Pferden ohne Fehler geblieben und bescherten der ersten Etappe gleich ein umfangreiches Stechen.
Der erste Null-Fehler-Ritt des Stechens gelang der zweiten Starterin, Emma Augier de Moussac, mit ihrer Stute Chacco Dia. Doch mit nicht allzu hohem Tempo kam sie nur auf eine Zeit von 43,58 Sekunden, dies sollte am Ende der Prüfung nur zu Rang fünf ausreichen. Direkt der nächste Teilnehmer wählte ein deutlich forscheres Tempo: Bei seinem zweiten Weltcupspringen überhaupt blieb der 22-jährige Schweizer Bryan Balsiger in einer Zeit von genau 40 Sekunden im Stechparcours fehlerfrei.
Die Jagd auf die Zeit Balsigers eröffnete Norwegens erfolgreichster Springreiter Geir Gulliksen, blieb jedoch fast eine Sekunde hinter Balsigers Zeit. Olivier Philippaerts kam mit seiner Schimmelstute Legend of Love sogar in unter 39 Sekunden in das Ziel, jedoch mit zwei Springfehlern. Luciana Diniz reihte sich fehlerfrei in einer Zeit von 40,40 Sekunden auf Rang zwei ein. Diesel, der Hengst von Marlon Módolo Zanotelli, rutschte in einer Wendung weg und verlor so wertvolle Sekunden. Ein Hindernisfehler obendrein verhinderte, dass sie Luciana Diniz von Rang zwei verdrängten. Peder Fredricson gelang die schnellste Runde überhaupt in diesem Stechen, doch auch ihm und All In unterlief ein Fehler.
Auch die letzten beiden Starter konnten Balsigers Sieg nicht verhindern: Christian Kukuks Schimmelhengst Colestus verweigerte vor einem mit hohem Tempo angerittenen Oxer. Auch der Weltranglistenerste Steve Guerdat kam ungünstig zu einem Hindernis, sein Rappe Alamo sprang nicht richtig ab und durchsprang den oberen Teil des Steilsprungs.
|             | Reiter         | Pferd             | 1. Umlauf | 1. Umlauf   | Stechen  | Stechen | Wertungs- punkte |
| Strafpunkte | Reiter         | Pferd             | Zeit (s)  | Strafpunkte | Zeit (s) |         | Wertungs- punkte |
| ----------- | -------------- | ----------------- | --------- | ----------- | -------- | ------- | ---------------- |
| 1           | Bryan Balsiger | Clouzot de Lassus | 0         | –           | 0        | 40,00   | 20               |
| 2           | Luciana Diniz  | Vertigo du Desert | 0         | –           | 0        | 40,40   | 17               |
| 3           | Geir Gulliksen | Quatro            | 0         | –           | 0        | 40,99   | 15               |

(Plätze eins bis drei von insgesamt 39 Teilnehmern)

### Helsinki
Ebenso in Skandinavien fand die zweite Etappe des Westeuropaliga statt: Die Helsinki International Horse Show wurde vom 23. bis 27. Oktober 2019 ausgerichtet. Austragungsort war die Helsingin Jäähalli in Helsinki.
Neun Teilnehmerpaare qualifizierten sich aus dem ersten Umlauf für das Stechen des Weltcupspringen von Helsinki. Mit Platz zehn und dem schnellsten Ritt mit nur einem Hindernisfehler verpasste Michael Jung den Einzug in das Stechen knapp.
Den Auftakt zum Stechen machte der 24-jährige Ire Eoin McMahon, Bereiter im Stall von Ludger Beerbaum. bei seinem Stechritt mit Chacon fiel eine Stange, er schloss am Ende auf Rang sechs ab. Mit dem zweiten Starter, Sergio Álvarez Moya, kam der erste Siegesaspirant in den Parcours. Er blieb erneut fehlerfrei, mit einer Zeit von unter 40 Sekunden war er zudem schnell unterwegs. Knapp langsamer reihte sich Celine Schoonbroodt-de Azevedo mit ihrer Stute Cheppetta direkt hinter Moya ein.
Enorm flink überwanden auch Peder Fredricson und sein 12-jähriger Wallach Christian K den Parcours (37,96 Sekunden). Doch das hohe Tempo forderte Tribut: Fredricson wendete sein Pferd so knapp vor dem wellenförmigen Mauerhindernis, dass dieses den Absprungpunkt für dieses schwer zu taxierende Hindernis nicht fand und durch die Mauer hindurch sprang. Ein weiterer Fehler im Stechkurs ließen ihn die Prüfung auf Rang sieben beenden. Deutlich besser lief es für Robert Whitaker. Nachdem er bereits den Großen Preis am Vorabend gewonnen hatte, setzte er sich auch im Weltcupspringen in Führung.
Unerwartet verliefen der dritt- und der zweiletzte Ritt des Stechens: Denis Lynchs Wallach Chopin's Bushi stieg vor dem zweiten Hindernis und verweigerte die Fortsetzung des Rittes. Kevin Staut kam ebenso wie Peder Fredricson unpassend zur Mauer, sein Wallach For Joy stoppt und Staut stürzte aus dem Sattel. Schlussreiter Christian Kukuk, ebenso wie Eoin McMahon bei Ludger Beerbaum tätig, wählte für seinen Holsteiner Quintino ein bewusst langsames Tempo und kam fehlerfrei in das Ziel, was ihm Platz vier einbrachte.
|             | Reiter                         | Pferd      | 1. Umlauf | 1. Umlauf   | Stechen  | Stechen | Wertungs- punkte |
| Strafpunkte | Reiter                         | Pferd      | Zeit (s)  | Strafpunkte | Zeit (s) |         | Wertungs- punkte |
| ----------- | ------------------------------ | ---------- | --------- | ----------- | -------- | ------- | ---------------- |
| 1           | Robert Whitaker                | Catwalk IV | 0         | –           | 0        | 38,13   | 20               |
| 2           | Sergio Álvarez Moya            | Jet Run    | 0         | –           | 0        | 39,81   | 17               |
| 3           | Celine Schoonbroodt-de Azevedo | Cheppetta  | 0         | –           | 0        | 40,09   | 15               |

(Plätze eins bis drei von insgesamt 37 Teilnehmern)

### Lyon
Frankreichs erste von zwei Etappen in der Westeuropaliga-Saison fand vom 30. Oktober bis 3. November 2019 statt. Austragungsort hierfür war Lyons Messegelände Eurexpo. Das Weltcupspringen im Rahmen des Turniers Equitá Lyon stand am 3. November ab 14:00 Uhr auf dem Programm.
84 Sekunden betrug die erlaubte Zeit im Normalumlauf der Weltcupspringens. Nach gut der Hälfte der Starter hatte fast jeder zweite Ritt mit einer Überschreitung dieser Zeit und somit mit einem Zeitstrafpunkt geendet. Bis zum Abschluss des Normalumlaufs war dennoch 13 der 40 Starterpaaren ein strafpunktfreier Ritt gelungen.
Das Stechen dieser 13 Reiter mit ihren Pferden eröffnete Rene Lopez Lizarazo mit Twig du Veillon mit einem Hindernisfehler in 44,76 Sekunden, diese Leistung reichte lediglich für Rang 13. An Spannung gewann das Stechen mit dem dritten Ritt, Jessica Springsteen unterbot die bisher benötigten Reitzeiten mit 41,85 Sekunden deutlich, zudem gelang ihr mit ihrer Stute Zecilie der erste Null-Fehler-Ritt im Stechen.
Doch die Führung schien ihr gleich der nächste Starter zu entreißen: Alexis Deroubaix kam mit seinem Erfolgspferd Timon d'Aure in 41,54 Sekunden in das Ziel. Doch am letzten Hindernis fiel eine Stange. Bart Bles und Henrik von Eckermann beendeten mit langsameren Nullrunden den Springkurs. Somit dauerte es bis zum neunten Starter, bis die Führung wechselte: Martin Fuchs brachte seinen Schimmelwallach Clooney an den Start und benötigte für den Parcours über eine halbe Sekunde weniger als Springsteen. Auch Fuchs Trainingspartner Steve Guerdat als zehnter Reiter im Stechen unterbot die Zeit von Jessica Springsteen, doch ein Hindernisfehler mit seinem 10-jährigen Wallach Venard de Cerisy verhinderte eine vordere Platzierung für ihn.
Ebenso bei den letzten drei Ritten schien ein Führungswechsel zu greifen nah: Emanuele Gaudiano kam mit Chalou fehlerfrei in knapp über 42 Sekunden in das Ziel, Pieter Devos gelang dies mit seiner Stute Claire Z in 41,95 Sekunden. Mit Julien Epaillards Ritt schien auch noch ein französischer Sieg möglich, doch er kam mit seiner dunkelbraunen Stute Queeletta erst nach 42,92 Sekunden über die Ziellinie (Rang fünf). Damit stand der zweite Schweizer Sieg in der noch jungen Saison der Westeuropaliga fest. Für Martin Fuchs und Clooney war dies nach 2018 der zweite Sieg im Weltcupspringen von Lyon in Folge.
|             | Reiter              | Pferd    | 1. Umlauf | 1. Umlauf   | Stechen  | Stechen | Wertungs- punkte |
| Strafpunkte | Reiter              | Pferd    | Zeit (s)  | Strafpunkte | Zeit (s) |         | Wertungs- punkte |
| ----------- | ------------------- | -------- | --------- | ----------- | -------- | ------- | ---------------- |
| 1           | Martin Fuchs        | Clooney  | 0         | –           | 0        | 41,27   | 20               |
| 2           | Jessica Springsteen | Zecilie  | 0         | –           | 0        | 41,85   | 17               |
| 3           | Pieter Devos        | Claire Z | 0         | –           | 0        | 41,95   | 15               |

(Plätze eins bis drei von insgesamt 40 Teilnehmern)

### Verona
Nach zwei Jahren, in denen die Pferdesportmesse Fieracavalli im Oktober stattfand, kehrte sie auf ihren Novembertermin zurück und wurde vom 7. bis 10. November 2019 durchgeführt. Im Rahmen der Veranstaltung fand des Weltcupturnier Jumping Verona auf dem Messegelände Veronafiere in Verona statt.
Der Normalumlauf des Weltcupspringens von Verona erwies sich als etwas zu leicht für das Starterfeld: 26 der 38 Reiter kamen auf Ergebnisse von maximal vier Strafpunkten, überhaupt nur ein Teilnehmer erhielt einen Zeitstrafpunkt. 16 Mal war im Normalumlauf ein fehlerfreier Ritt zu verzeichnen, folglich kam es zum größten Stechen der bisherigen Westeuropaligasaison.
Den Auftakt zum Stechen machte der 25-jährige Filippo Marco Bologni. Mit seinem erst 9-jährigen Wallach Quilazio kam er nach 45,86 Sekunden ohne Fehler in das Ziel. Doch sein direkt nach ihm startender Landsmann Emilio Bicocchi zeigte, dass man den Kurs in einem deutlich anderen Tempo bestreiten musste, um eine Chance auf eine vordere Platzierung zu haben. Mit seiner Zangersheider Stute Evita kam er ohne Fehler ganze acht Sekunden schneller in das Ziel. Gleich die nächsten beiden Reiter, Zoe Conter und Mark McAuley, griffen die Zeit Bicocchis an und lagen in der Zwischenzeit vor ihm. Doch der technisch anspruchsvolle Mittelteil der Stechparcours brachte beiden jeweils acht Strafpunkte ein.
Bicocchis von der Spitze verdrängen konnte erst Marc Houtzager, mit der 11-jährigen Stute Dante betrug seine benötigte Zeit 36,64 Sekunden. Direkt nach ihm folgten Niels Bruynseels und Gancia de Muze, die im Vorjahr hier Dritte geworden waren. Sie schienen Houtzagers Zeit zu unterbieten, doch ein Springfehler verhinderte dies. Anders bei Darragh Kenny, dem in diesem Herbst der Sprung in die Top 10 der Weltrangliste gelungen war. In der Heimatstadt von Romeo und Julia gelang es ihm mit seinem Hengst Romeo mit einer Zeit von nur 36,06 Sekunden die Führung zu übernehmen.
Von den folgenden sieben Teilnehmern gelang Steve Guerdat und Emanuele Gaudiano beinahe, ohne Fehler an Kennys Zeit heranzukommen. Während Guerdat auf der langen Galoppstrecke zum letzten Hindernis nicht mit vollem Risiko durchreiten konnte, konnte Gaudiano an dieser Stelle seinen zwischenzeitlichen Rückstand fast aufholen. Doch erst das letzte Starterpaar im Stechen brachte den letzten und damit entscheidenden Führungswechsel. Scott Brash und seine 13-jährige Stute M'lady glückte es, ohne Fehler nochmals eine halbe Sekunde schneller als Darragh Kenny das Ziel zu erreichen.
|             | Reiter        | Pferd  | 1. Umlauf | 1. Umlauf   | Stechen  | Stechen | Wertungs- punkte |
| Strafpunkte | Reiter        | Pferd  | Zeit (s)  | Strafpunkte | Zeit (s) |         | Wertungs- punkte |
| ----------- | ------------- | ------ | --------- | ----------- | -------- | ------- | ---------------- |
| 1           | Scott Brash   | M'lady | 0         | –           | 0        | 35,55   | 20               |
| 2           | Darragh Kenny | Romeo  | 0         | –           | 0        | 36,06   | 17               |
| 3           | Steve Guerdat | Alamo  | 0         | –           | 0        | 36,19   | 15               |

(Plätze eins bis drei von insgesamt 38 Teilnehmern)

### Stuttgart
Etappen aller von der FEI im Winterhalbjahr 2019/2020 durchgeführten Weltcupserien wurden im Rahmen der Stuttgart German Masters ausgetragen. Im Rahmen dieses Turniers machte die Westeuropaliga der Springreiter ihre fünfte Station. Es fand vom 13. bis 17. November 2019 in der Hanns-Martin-Schleyer-Halle in Stuttgart statt.
Stuttgarts Kursdesignerin Christa Jung kam im Weltcupspringen mit ihrem bis zu 1,65 Meter hohen Kurs recht nah an das Ziel, ein Stechen im Umfang von 25 Prozent des Teilnehmerfeldes zu erreichen, heran. Von den 39 Startern beendete keiner den Parcours mit mehr als zwei Hindernisfehlern, 12 Reiter blieben fehlerfrei. Von diesen 12 schied jedoch Christian Kukuk aufgrund einer leichten Sporenverletzung seines Pferdes Quintino aus, so dass das Stechen elf Teilnehmer umfasste.
Für den auf Weltranglistenplatz 148 liegenden Richard Howley war es bereits ein großer Erfolg, sich für das Stechen zu qualifizieren. Als erster Starter wollte er diese Chance nutzen, griff an und kam in nur 45,56 Sekunden in das Ziel. Doch ein Fehler von ihm und seinem Wallach Chinook verhinderte eine Topplatzierung. Anders bei Steve Guerdat, der als dritter Reiter in das Stechen ging. Mit dem 10-jährigen Venard de Cerisy kam er ohne Fehler und nur drei Zehntelsekunden langsamer als Howley über die Ziellinie.
Scott Brash als nächster Starter reihte sich fehlerfrei und nur Sekundenbruchteile langsamer hinter Guerdat auf Platz zwei ein. Doch die Führung übernehmen konnte erst das Vorjahressiegerpaar Pieter Devos und dessen Fuchswallach Apart. Mit einer Runde mit hohem Tempo und einigem Risiko beendete Philipp Weishaupt mit seiner Stute Che Fantastica den Kurs in nur 43,63 Sekunden. Doch am letzten Hindernis fiel eine Stange, die Weishaupt die Prüfung auf Rang fünf beenden ließ. Bei Daniel Deußer, dem letzten Reiter im Stechen, fiel frühzeitig eine Stange, so dass der erneute Sieg für Pieter Devos feststand.
|             | Reiter        | Pferd            | 1. Umlauf | 1. Umlauf   | Stechen  | Stechen | Wertungs- punkte |
| Strafpunkte | Reiter        | Pferd            | Zeit (s)  | Strafpunkte | Zeit (s) |         | Wertungs- punkte |
| ----------- | ------------- | ---------------- | --------- | ----------- | -------- | ------- | ---------------- |
| 1           | Pieter Devos  | Apart            | 0         | –           | 0        | 45,35   | 20               |
| 2           | Steve Guerdat | Venard de Cerisy | 0         | –           | 0        | 45,87   | 17               |
| 3           | Scott Brash   | Senator          | 0         | –           | 0        | 46,05   | 15               |

(Plätze eins bis drei von insgesamt 39 Teilnehmern)

### Madrid
Nachdem sich der Focus im Springreiten am Wochenende nach Stuttgart auf die Prague Playoffs der Global Champions Tour / Global Champions League gerichtet hatte, wurde die Saison der Westeuropaliga ein weiteres Wochenende später fortgesetzt.
Vom 28. November bis 1. Dezember 2019 fand in der spanischen Hauptstadt die Madrid Horse Week statt. Austragungsort des Turniers war die Feria de Madrid. Das Weltcupspringen stand am 1. Dezember ab 13:00 Uhr auf dem Programm.
Wie bereits in Stuttgart, so war auch in Madrid ein lokaler Parocursdesigner mit der Gestaltung des Weltcupspringens betraut. Der Kurs, den Javier Trenor Paz den Reitern im Normalumlauf aufbaute, erwies sich als Optimal: Mit neun fehlerfreien Ritten bei 38 Starterpaaren qualifizierte sich genau das gewünschte Viertel der Teilnehmer für das Stechen. Billy Twomey, Dominique Hendrickx und Victoria Gulliksen gelang es mit ihren Pferden nicht, innerhalb der erlaubten Zeit von 66 Sekunden zu blieben, sie beendeten den Kurs mit nur einem Zeitstrafpunkt.
Während das drittplatzierte Paar aus Helsinki, Celine Schoonbroodt-de Azevedo und Cheppetta, ein Springfehler unterlief, blieb das zweite Starterpaar im Stechen ohne Fehler. Emilio Bicocchi kam mit seiner Stute Evita in knapp unter 45 Sekunden in das Ziel. Nochmals deutlich schneller war Pieter Devos, der mit Espoir die Führung übernahm. Das vierte Paar im Stechen lieferte die dritte Null-Fehler-Runde: Marcus Ehning gelang mit seinem erfahrenen Fuchswallach Pret A Tout eine exzellente 270-Grad-Wendung vor Hindernis acht, ohne Fehler kam er in 43,30 Sekunden in das Ziel.
Während Mark McAuley acht Strafpunkte sammelte, konnte Christian Ahlmann an die Leistung von Marcus Ehning anknüpfen. Mit seinem erst neunjährigen Hengst Dominator, den er im Jahr 2019 sehr dosiert eingesetzt hatte, schien er Ehnings Zeit erreichen zu können, driftete im hohen Tempo auf der Schlusslinie vor dem letzten Hindernis leicht seitlich weg, blieb jedoch dennoch fehlerfrei. Mit einer Zeit von 43,53 Sekunden reihte sich Ahlmann auf Rang zwei ein.
Max Kühner war mit seinem Schimmel Chardonnay auf den Weg zur langsamsten fehlerfreien Runde des Stechens, doch ein Springfehler am letzten Hindernis warf ihn am Ende auf Platz sechs zurück. Zum Abschluss ging Maikel van der Vleuten an den Start, er ritt Beauville Z. Doch auch bei ihm fiel eine Stange eines Hindernisses, so dass Ehnings Sieg feststand. Für Marcus Ehning war dies der zweite Sieg im Weltcupspringen von Madrid, zuletzt hatte er hier im November 2016 gewonnen.
|             | Reiter            | Pferd            | 1. Umlauf | 1. Umlauf   | Stechen  | Stechen | Wertungs- punkte |
| Strafpunkte | Reiter            | Pferd            | Zeit (s)  | Strafpunkte | Zeit (s) |         | Wertungs- punkte |
| ----------- | ----------------- | ---------------- | --------- | ----------- | -------- | ------- | ---------------- |
| 1           | Marcus Ehning     | Pret A Tout      | 0         | –           | 0        | 43,30   | 20               |
| 2           | Christian Ahlmann | Dominator 2000 Z | 0         | –           | 0        | 43,53   | 17               |
| 3           | Pieter Devos      | Espoir           | 0         | –           | 0        | 43,66   | 15               |

(Plätze eins bis drei von insgesamt 38 Teilnehmern)

### A Coruña
Zwei Wochen nach Madrid wurde bereits die zweite spanische Etappe der mittel- und westeuropäischen Weltcupliga durchgeführt. Austragungsort war die Stadt Arteixo in der Nähe der galicischen Großstadt A Coruña. Am Stammsitz des Textilunternehmens Inditex wurde das Turnier in der großen (80 × 40 Meter), von viel Holz geprägten, Reithalle des Centro Hípico Casas Novas ausgerichtet.
Trotz der zeitlichem Konkurrenz zum mit über einer Million Euro dotierten Großen Preis von Genf war auch das mit 300.000 Euro dotierte Weltcupspringen von A Coruña stark besetzt. Das Stechen fiel mit gleich 13 Reitern umfangreich aus. Von diesen 13 Teilnehmern blieben neun nochmals ohne Fehler, so dass die eine sehr schnelle Zeit entscheidend für den Sieg war.
Michael G. Duffy eröffnete das Stechen mit der langsamsten Null-Fehler-Runde (39,95 Sekunden). Als vierte Starterin übernahm Zoe Conter, 21-jährige Tochter des Chef der Stephex Group Stephan Conter, mit Davidoff de Lassus die Führung. Nochmals etwas schneller war zwei Ritte später ihr Landsmann Pieter Clemens. Der auf ihn folgende siebente Ritt des Stechens brachte die Entscheidung: Maikel van der Vleutens Zeit von unter 37 Sekunden erwies sich für die folgenden Teilnehmer als nicht einholbar. Van der Vleuten gewann das Weltcupspringen zusammen mit einem Pferd aus dem Eigentum der Inditex-Gründerfamilie Ortega, dem Zangersheider Wallach Beauville Z. Der zweite Platz ging wie im Vorjahr an Emanuele Gaudiano und seinen Fuchswallach Chalou.
|             | Reiter                 | Pferd       | 1. Umlauf | 1. Umlauf   | Stechen  | Stechen | Wertungs- punkte |
| Strafpunkte | Reiter                 | Pferd       | Zeit (s)  | Strafpunkte | Zeit (s) |         | Wertungs- punkte |
| ----------- | ---------------------- | ----------- | --------- | ----------- | -------- | ------- | ---------------- |
| 1           | Maikel van der Vleuten | Beauville Z | 0         | –           | 0        | 36,94   | 20               |
| 2           | Emanuele Gaudiano      | Chalou      | 0         | –           | 0        | 37,66   | 17               |
| 3           | Pieter Clemens         | Quintini    | 0         | –           | 0        | 37,72   | 15               |

(Plätze eins bis drei von insgesamt 40 Teilnehmern)

### London
Am Wochenende vor den Weihnachtstagen wurde das Weltcupturnier von London durchgeführt. Die Olympia London International Horse Show fand vom 16. bis 22. Dezember 2019 statt. Das Turnier in der Olympia Grand Hall endete sportlich mit dem Großen Preis am Sonntagabend. Das Weltcupspringen der Westeuropaliga wurde bereits am Samstagnachmittag ausgerichtet.
Die Vorjahres-Dritte des Weltcupspringens, Laura Kraut, verpasst im Dezember 2019 aufgrund einer Zeitüberschreitung von sechs Hundertstelsekunden den Einzug in das Stechen. Dieses war überschaubar, sechs Pferd-Reiter-Paare hatten sich im Normalumlauf qualifiziert.
Während Holly Smith zum Auftakt des Stechens acht Strafpunkte sammelte, bestätigte Martin Fuchs als zweiter Reiter seine herausragende Form des Jahres 2019 abermals. Mit dem 11-jährigen Wallach The Sinner kam er fehlerlos in unter 32 Sekunden in das Ziel des technisch anspruchsvoll gebauten Stechens. Das jüngste Pferd in der gesamten Prüfung ritt Max Kühner. Mit dem achtjährigen Elektric Blue P konnte er nicht ganz mit Fuchs mithalten, sein junger Wallach überzeugte dennoch und kam strafpunktfrei in 33,83 Sekunden über die Ziellinie.
Marcus Ehning versuchte mit seinem erfahrenen Schimmelhengst Cornado NRW Fuchs zu schlagen, ein Fehler in der Mitte des Stechparcours verhinderte dies jedoch (Platz vier mit vier Strafpunkten in 32,17 Sekunden). Auch bei Scott Brash fiel eine Stange. Zum Abschluss des Stechens gelang Niels Bruynseels der Ritt durch den Stechkurs nicht ideal, mit Delux kam er mit der langsamsten fehlerfreien Zeit in das Ziel. Martin Fuchs gewann somit die zweite Westeuropaligaetappe in dieser Saison.
|             | Reiter           | Pferd           | 1. Umlauf | 1. Umlauf   | Stechen  | Stechen | Wertungs- punkte |
| Strafpunkte | Reiter           | Pferd           | Zeit (s)  | Strafpunkte | Zeit (s) |         | Wertungs- punkte |
| ----------- | ---------------- | --------------- | --------- | ----------- | -------- | ------- | ---------------- |
| 1           | Martin Fuchs     | The Sinner      | 0         | –           | 0        | 31,99   | 20               |
| 2           | Max Kühner       | Elektric Blue P | 0         | –           | 0        | 33,83   | 17               |
| 3           | Niels Bruynseels | Delux           | 0         | –           | 0        | 34,64   | 15               |

(Plätze eins bis drei von insgesamt 37 Teilnehmern)

### Mechelen
Am letzten Montag des Jahres 2019 stand neunte Wertungsprüfung der Westeuropaliga an: Wie jedes Jahr wurde vom 26. bis 30. Dezember das Hallenreitturnier Jumping Mechelen - Vlaanderens Kerstjumping in Mechelen durchgeführt. Austragungsort war die Nekkerhal in Osten der belgischen Stadt.
12 Paare hatten sich für das Stechen dieser Weltcupprüfung qualifiziert. In der ersten Hälfte des Stechens ließen sich zwei Strategien feststellen, um den Kurs zu bewältigen: Die meisten Reiter, so auch gleich die ersten drei Starter, versuchten mit hohem Tempo und Risiko eine schnelle Zeit von 41 bis 42 Sekunden zu erreichen, ihnen allen unterlief dabei jedoch jeweils ein Hindernisfehler. Wilm Vermeir und Christian Kukuk wählten stattdessen ein deutlich reduziertes Tempo, sie kamen ohne Fehler in über 45 Sekunden bzw. über 48 Sekunden in das Ziel.
Pius Schwizer wählte mit seinem Fuchswallach Cortney Cox einen Mittelweg, kam nach gut 44 Sekunden in das Ziel, blieb dabei jedoch ohne Fehler und ging somit in Führung. Auch nach Schwizers Ritt blieb der Versuch, in einer 41-Sekunden-Zeit in das Ziel zu kommen, die übliche Strategie, endete jedoch weiterhin mit Springfehlern. Als vorletzter Reiter ging Jos Verlooy in das Stechen, mit Igor kam er als einziger Stechteilnehmer mit zwei Springfehlern in das Ziel. Damit hatte Daniel Deußer als letzter Starter eine gute Ausgangssituation. Auch er griff mit seiner Stute Killer Queen an, kam in 41,37 Sekunden in das Ziel. Doch Deußer blieb strafpunktfrei und sicherte sich somit den Sieg.
|             | Reiter        | Pferd               | 1. Umlauf | 1. Umlauf   | Stechen  | Stechen | Wertungs- punkte |
| Strafpunkte | Reiter        | Pferd               | Zeit (s)  | Strafpunkte | Zeit (s) |         | Wertungs- punkte |
| ----------- | ------------- | ------------------- | --------- | ----------- | -------- | ------- | ---------------- |
| 1           | Daniel Deußer | Killer Queen        | 0         | –           | 0        | 41,37   | 20               |
| 2           | Pius Schwizer | Cortney Cox         | 0         | –           | 0        | 44,02   | 17               |
| 3           | Wilm Vermeir  | IQ van het Steentje | 0         | –           | 0        | 45,16   | 15               |

(Plätze eins bis drei von insgesamt 36 Teilnehmern)

### Basel
Zum zweiten Mal wurde die Schweizer Etappe des Springreiterweltcups in Basel durchgeführt. Der CSI Basel fand am zweiten Januarwochenende, vom 9. bis 12. Januar 2020 statt.
Nachdem es ein Jahr zuvor im Weltcupspringen von Basel ein sehr kleines Stechen gegeben hatte, kam es 2020 zum bisher größten Stechen der Westeuropaliga-Saison: Von den 40 Teilnehmern gelang 15 eine fehlerfreie Runde im Normalumlauf.
Nach drei Reitern kam es im Stechen zum ersten erneut fehlerfreien Ritt, Mark McAuley benötigte mit Vivaldi du Theil 33,52 Sekunden. Direkt nach ihm kam Hans-Dieter Dreher an den Start, mit seinem Dunkelfuchswallach Prinz kam er ohne Fehler nochmals über zwei Zehntelsekunden schneller in das Ziel. Diese Führung hielt die erste Hälfte des Stechens über.
Direkt zum Auftakt der zweiten Hälfte des Stechens trat Steve Guerdat an. Mit seinem 11-jährigen Wallach Victorio des Frotards, mit dem er zwei Tage zuvor bereits den Grossen Preis gewonnen hatte, konnte er Drehers Zeit deutlich unterbieten und kam in 31,44 Sekunden strafpunktfrei über die Ziellinie. Denis Lynch, Marcus Ehning und Julien Epaillard sowie Pieter Devos gelang es ebenso ohne Fehler die Zeit von Hans-Dieter Dreher zu unterbieten, doch an Guerdats Zeit kamen sie nicht mehr heran.
|             | Reiter           | Pferd                 | 1. Umlauf | 1. Umlauf   | Stechen  | Stechen | Wertungs- punkte |
| Strafpunkte | Reiter           | Pferd                 | Zeit (s)  | Strafpunkte | Zeit (s) |         | Wertungs- punkte |
| ----------- | ---------------- | --------------------- | --------- | ----------- | -------- | ------- | ---------------- |
| 1           | Steve Guerdat    | Victorio des Frotards | 0         | –           | 0        | 31,44   | 20               |
| 2           | Julien Epaillard | Queeletta             | 0         | –           | 0        | 31,94   | 17               |
| 3           | Pieter Devos     | Apart                 | 0         | –           | 0        | 32,41   | 15               |

(Plätze eins bis drei von insgesamt 40 Teilnehmern)

### Leipzig
Am dritten Wochenende des Jahres 2020, vom 16. bis 19. Januar, wurde das zweite deutsche Weltcupturnier der Springreiter ausgerichtet. Die Partner Pferd wurde in Leipzig auf dem Leipziger Messegelände durchgeführt.
Nachdem das Stechen der vorherigen Weltcupetappe bereits übergroß gewesen war, toppte der Große Preis von Leipzig dies nochmals. Ganze 16 Reiter umfasste das Stechen dieses Weltcupspringens. Entsprechend mehr Risiko mussten die Teilnehmer gehen, um eine vordere Platzierung zu erlangen. Dies zeigte sich bereits daran, dass es bis zum fünften Starter dauerte, bis ein Reiter in diesem Stechen ohne Fehler blieb: Michael Jung, der bereits am Vortag Zweiter im Championat von Leipzig geworden war, kam mit seiner Westfalenstute Chelsea in genau 35 Sekunden in das Ziel.
Christian Ahlmann, Sieger dieser Prüfung in den zwei vorangegangenen Jahren, übernahm zwei Ritte später mit seinem Rapphengst Dominator die Führung. Die Entscheidung fiel erneut zwei Ritte später und damit etwa zur Hälfte des Stechens: Denis Lynch hatte mit Chopin's Bushi bereits bei den Weltcupspringen von Helsinki und Basel zu den besten zehn gehört. In Leipzig sicherte er sich seinen ersten Sieg mit dem Wallach, Lynch unterbot Ahlmanns Zeit fehlerfrei um sechs Zehntelsekunden.
|             | Reiter            | Pferd            | 1. Umlauf | 1. Umlauf   | Stechen  | Stechen | Wertungs- punkte |
| Strafpunkte | Reiter            | Pferd            | Zeit (s)  | Strafpunkte | Zeit (s) |         | Wertungs- punkte |
| ----------- | ----------------- | ---------------- | --------- | ----------- | -------- | ------- | ---------------- |
| 1           | Denis Lynch       | Chopin's Bushi   | 0         | –           | 0        | 33,16   | 20               |
| 2           | Christian Ahlmann | Dominator 2000 Z | 0         | –           | 0        | 33,77   | 17               |
| 3           | Marcus Ehning     | Comme il faut    | 0         | –           | 0        | 34,25   | 15               |

(Plätze eins bis drei von insgesamt 40 Teilnehmern)

### Amsterdam
Nachdem es im Vorjahr in den Kreis der Weltcupturniere zurückgekehrt war, war Jumping Amsterdam im Januar 2020 erneut Teil der Westeuropaliga der Springreiter. Das Hallenreitturnier von Amsterdam fand vom 23. bis 26. Januar im Messezentrum Amsterdam RAI statt.
Im Weltcupspringen am Nachmittag des 26. Januar blieben im Normalumlauf neun Pferd-Reiter-Paare ohne Fehler und waren damit im Stechen startberechtigt. Den Auftakt zum Stechen machte der Welt- und Europameister von 2014 bzw. 2015, 		Jeroen Dubbeldam. Der inzwischen auf Rang 441 der Weltrangliste abgerutschte Niederländer trat hier mit Carlyle an, einem Wallach, den er seit Oktober 2019 in Beritt hat. Mit einer recht langsamen Runde von über 40 Sekunden ging Dubbeldam zunächst in Führung. Ebenso ohne Fehler und fast fünf Sekunden schneller war der zweite Teilnehmer, der 25-jährige Belgier Pieter Clemens. Und auch beim dritten Ritt wechselte die Führung, Harrie Smolders und sein Holsteiner Monaco konnte Clemens Zeit knapp unterbieten.
Smolders Zeit forderte die nachfolgenden Reiter: Marcus Ehning und Maikel van der Vleuten reihten sich ohne Fehler hinter Pieter Clemens ein, Robert Whitaker und Daniel Deußer unterliefen Fehler. Doch dem vorletzten Paar gelang dann doch der Führungswechsel: Marc Houtzager glückten mit seinem 12-jährigen Dante die engen Wendungen des Stechkurses besonders gut, strafpunktfrei kam er fast eine Sekunde schneller als Harrie Smolders in das Ziel. Für den Schlussreiter Niels Bruynseels reichte es zu Rang vier, Houtzager gewann die Weltcupprüfung.
|             | Reiter          | Pferd    | 1. Umlauf | 1. Umlauf   | Stechen  | Stechen | Wertungs- punkte |
| Strafpunkte | Reiter          | Pferd    | Zeit (s)  | Strafpunkte | Zeit (s) |         | Wertungs- punkte |
| ----------- | --------------- | -------- | --------- | ----------- | -------- | ------- | ---------------- |
| 1           | Marc Houtzager  | Dante    | 0         | –           | 0        | 34,05   | 20               |
| 2           | Harrie Smolders | Monaco   | 0         | –           | 0        | 35,03   | 17               |
| 3           | Pieter Clemens  | Quintini | 0         | –           | 0        | 35,18   | 15               |

(Plätze eins bis drei von insgesamt 40 Teilnehmern)

### Bordeaux
Beim Turnier Jumping International de Bordeaux wurde im Februar 2020 parallel zum Weltcupfinale der Vierspännerfahrer die vorletzte Etappe der Westeuropaliga der Springreiter ausgetragen. Die Veranstaltung fand vom 6. bis 9. Februar im Parc de Expositions in Bordeaux statt.
Im Normalumlauf des bereits am Samstagabend durchgeführten Weltcupspringens blieben neun Reiter aus acht Nationen fehlerfrei. Nachdem im Stechen Emilio Bicocchi mit seiner Stute Evita ein Springfehler unterlaufen war, zeigte der zweite Starter die erste strafpunktfreie Runde: Frankreichs Vertreter im Stechen, Roger-Yves Bost, gelang es, den Kurs in unter 33 Sekunden zu bewältigen.
Die wohl herausforderndste Aufgabe im vom Jean-François Morand erbauten Parcours war der Weg vom zweiten zum dritten Hindernis des Stechens. Der Idealweg für diese 180-Grad-Wendung war durch ein anderes Hindernis versperrt. Es bestand die Möglichkeit, wie Luciana Diniz (vierte Starterin mit dem Hengst Chacco Blue II), um dieses Hindernis herum zu reiten, doch erhöhte dies die für den Kurs benötigte Zeit erheblich. Teilnehmer, die die Prüfung gewinnen wollten, mussten eng vor dem Hindernis wenden, kamen dann jedoch extrem schräg auf das dritte Hindernis angeritten. Das erste Mal nach Bosts Ritt gelang dies fehlerfrei Pieter Devos, der mit seinem erfahrenen Fuchswallach Apart nach 32,23 Sekunden in das Ziel kam. Doch seine Führung ging gleich beim nächsten Ritt wieder verloren, Steve Guerdat und sein Wallach Victorio des Frotards beendeten den Kurs mit der hervorragenden Zeit von 30,82 Sekunden ohne Fehler.
Auch den zwei Teilnehmern nach Guerdat gelang es, ohne Fehler auch die knappe Wendung zum dritten Hindernis zu bewältigen. Doch Daniel Deußer und Niels Bruynseels kamen beide nicht an Guerdats Zeit heran, sie reihten sich auf den Plätzen zwei und drei ein.
|             | Reiter           | Pferd                      | 1. Umlauf | 1. Umlauf   | Stechen  | Stechen | Wertungs- punkte |
| Strafpunkte | Reiter           | Pferd                      | Zeit (s)  | Strafpunkte | Zeit (s) |         | Wertungs- punkte |
| ----------- | ---------------- | -------------------------- | --------- | ----------- | -------- | ------- | ---------------- |
| 1           | Steve Guerdat    | Victorio des Frotards      | 0         | –           | 0        | 30,82   | 20               |
| 2           | Daniel Deußer    | Jasmien vd Bisschop        | 0         | –           | 0        | 31,59   | 17               |
| 3           | Niels Bruynseels | Ilusionata van't Meulenhof | 0         | –           | 0        | 31,71   | 15               |

(Plätze eins bis drei von insgesamt 37 Teilnehmern)

### Göteborg
Die Westeuropaliga-Saison 2019/2020, die ihren Auftakt in Skandinavien hatte, fand dort auch ihren Abschluss: Die Göteborg Horse Show, im Vorjahr noch Austragungsort des Weltcupfinals, bot den Reitern die letzte Möglichkeit, in Europa noch vor dem Weltcupfinale Wertungspunkte zu sammeln. Das Turnier fand vom 19. bis 23. Februar 2020 im Scandinavium in Göteborg statt.
Der von Peter Lundström geplante Parcours des Normalumlauf des Weltcupspringens erwies sich als herausfordernd. Bis zum 23. Teilnehmerpaar waren erst zwei Reiter mit ihren Pferden strafpunktfrei geblieben. Von den letzten zehn Startern gelang dreien ein Null-Fehler-Ritt, so dass fünf Paare für das Stechen qualifiziert waren.
Rolf-Göran Bengtsson eröffnete das Stechen. Sein bereits 14-jähriger, aber in Springkursen über 1,60 m Höhe noch unerfahrene Wallach Cassilano zeigte sich vom erhöhten Stechtempo etwas überfordert, dem Paar unterliefen zwei Springfehler. Geir Gulliksen hingegen glückte eine zügig geritten Stechrunde, fehlerfrei mit einer Zeit von 45,75 Sekunden setzte er sich mit seinem Wallach Quatro an die Spitze. Olivier Philippaerts kam mit der Schimmelstute Legend of Love fast an die Zeit von Gulliksen heran, doch an einem Hindernis fiel eine Stange. Ebenso mit einem Springfehler, aber mit einer über eine Sekunde schnelleren Zeit reihte sich Kevin Staut auf Platz zwei ein. Von dort verdrängte ihn als letzter Starter Bryan Balsiger. Nach seinem Sieg in Oslo gelang dem Schweizer hier der zweite große Erfolg der Weltcupsaison, der 22-jährige sicherte sich damit die Weltcupfinal-Qualifikation. Auch der Sieger, der 60-jährige Norweger Gulliksen, sicherte sich die erforderlichen Wertungspunkte für einen Startplatz in Las Vegas.
|             | Reiter         | Pferd                   | 1. Umlauf | 1. Umlauf   | Stechen  | Stechen | Wertungs- punkte |
| Strafpunkte | Reiter         | Pferd                   | Zeit (s)  | Strafpunkte | Zeit (s) |         | Wertungs- punkte |
| ----------- | -------------- | ----------------------- | --------- | ----------- | -------- | ------- | ---------------- |
| 1           | Geir Gulliksen | Quatro                  | 0         | –           | 0        | 45,75   | 20               |
| 2           | Bryan Balsiger | Twentytwo des Biches    | 0         | –           | 0        | 46,45   | 17               |
| 3           | Kevin Staut    | For Joy van't Zorgvliet | 0         | –           | 4        | 44,51   | 15               |

(Plätze eins bis drei von insgesamt 32 Teilnehmern)

## Gesamtwertung
Aus den Staaten im Bereich der Westeuropaliga hätten sich 18 Reiter für das Weltcupfinale qualifiziert. Diese wären anhand der Gesamtwertung nach Abschluss aller Wertungsprüfungen ermittelt worden. Daneben hätten sich weitere Reiter aus anderen Staaten über die Westeuropaliga für das Weltcupfinale qualifizieren können, soweit sie im Bereich der Mittel-/ Westeuropaliga wohnhaft waren.
Auch in der nordamerikanischen Weltcupliga konnten die westeuropäischen Reiter Punkte sammeln (siehe „weitere“ in der nachfolgenden Tabelle). Wertungspunkte aus anderen Weltcupligen der Welt wurden hingegen nicht in die Westeuropaliga übernommen. Das Regelwerk findet sich im Hauptartikel zum Springreitweltcup.
Gemäß Weltcupregelwerk gingen pro Reiter nur die erzielten Wertungspunkte bei den besten 50 Prozent der Etappen in die Wertung ein. Dies waren in der Saison 2019/2020 der Westeuropaliga sieben Ergebnisse.
|    | Reiter                 | Oslo | Helsinki | Lyon | Verona | Stutt- gart | Madrid | A Coruña | London | Mechelen | Basel | Leipzig | Amster- dam | Bordeaux | Göte- borg | weitere | Wertungs- punkte |
| -- | ---------------------- | ---- | -------- | ---- | ------ | ----------- | ------ | -------- | ------ | -------- | ----- | ------- | ----------- | -------- | ---------- | ------- | ---------------- |
| 1  | Steve Guerdat          | 7    | (0)      | 8    | 15     | 17          | (0)    | –        | 8      | –        | 20    | (5)     | (0)         | 20       | –          | –       | 95               |
| 2  | Pieter Devos           | –    | –        | 15   | 5      | 20          | 15     | –        | –      | (0)      | 15    | (0)     | 0           | 13       | –          | –       | 83               |
| 3  | Daniel Deußer          | –    | –        | (0)  | (0)    | 9           | 1      | –        | –      | 20       | (0)   | 6       | 9           | 17       | 11         | –       | 73               |
| 4  | Marcus Ehning          | –    | –        | (0)  | (0)    | 0           | 20     | –        | 13     | –        | 13    | 15      | 12          | 0        | –          | –       | 73               |
| 5  | Kevin Staut            | 9    | 9        | (1)  | –      | 7           | –      | –        | 9      | (0)      | 10    | (0)     | (1)         | 7        | 15         | –       | 66               |
| 6  | Denis Lynch            | (0)  | 9        | (0)  | –      | –           | 9      | 10       | –      | –        | 12    | 20      | (0)         | 4        | 0          | –       | 64               |
| 7  | Niels Bruynseels       | –    | –        | (0)  | 8      | (0)         | 0      | –        | 15     | 0        | 7     | –       | 13          | 15       | –          | –       | 58               |
| 8  | Emanuele Gaudiano      | –    | –        | 13   | 13     | –           | (0)    | 17       | (0)    | 12       | 0     | –       | 0           | –        | 2          | –       | 57               |
| 9  | Maikel van der Vleuten | 0    | –        | –    | –      | –           | 12     | 20       | –      | –        | 0     | 11      | 11          | 0        | –          | –       | 54               |
| 10 | Geir Gulliksen         | 15   | 0        | –    | –      | –           | –      | –        | 3      | –        | –     | 4       | –           | 8        | 20         | –       | 50               |
| 11 | Scott Brash            | –    | –        | 0    | 20     | 15          | 0      | –        | 12     | –        | 2     | –       | –           | 0        | –          | –       | 49               |
| 12 | Marc Houtzager         | –    | –        | 5    | 12     | –           | –      | 12       | –      | –        | 0     | –       | 20          | –        | –          | –       | 49               |
| 13 | Pius Schwizer          | (0)  | 12       | –    | –      | 13          | –      | –        | (0)    | 17       | 0     | –       | 0           | 6        | 0          | –       | 48               |
| 14 | Emilio Bicocchi        | –    | –        | 0    | 11     | –           | 13     | –        | 0      | –        | –     | 13      | –           | 10       | –          | –       | 47               |
| 15 | Bryan Balsiger         | 20   | –        | 0    | –      | –           | –      | –        | –      | 3        | (0)   | 1       | 5           | 0        | 17         | –       | 46               |
| 16 | Darragh Kenny          | –    | –        | –    | 17     | 0           | –      | –        | 7      | –        | –     | –       | –           | –        | –          | 21      | 45               |
| 17 | Martin Fuchs           | –    | 4        | 20   | (0)    | 0           | 0      | –        | 20     | –        | 0     | –       | –           | –        | –          | 0       | 44               |
| 18 | Julien Epaillard       | –    | –        | 12   | –      | –           | 4      | –        | –      | 10       | 17    | –       | 0           | 0        | –          | –       | 43               |
| 19 | Max Kühner             | (0)  | 2        | (0)  | (0)    | (0)         | 11     | –        | 17     | –        | 6     | 0       | 0           | 5        | –          | –       | 41               |
| 20 | Christian Ahlmann      | –    | –        | (0)  | 4      | 0           | 17     | –        | 1      | 0        | 0     | 17      | –           | –        | –          | –       | 39               |

## Weltcupfinale (abgesagt)
Für die Saison 2019/2020 bewarb sich Las Vegas erfolgreich als Austragungsort des Weltcupfinals. Mitte März 2020 wurde das Finale vorsorglich aufgrund der COVID-19-Pandemie abgesagt.
Für Las Vegas hätte es sich hierbei um ein Jubiläum gehandelt, 20 Jahre zuvor war es erstmals Standort des Finalturniers. Für die amerikanische Stadt wäre es das siebente Springreit-Weltcupfinale gewesen.